# 2-癸烯二酸
2-癸烯二酸（英語：2-Decendioic acid）是一种α-不饱和二羧酸，化学式HOOC(CH2)6CH=CHCOOH，蜂王漿中有微量2-癸烯二酸。